# Yamaha SRX 400
Yamaha SRX е модел мотоциклети на Ямаха. Не е много разпространен в България. Има няколко подмодела, като разликата е само в кубатурата:
- Yamaha SRX 250,
- Yamaha SRX 400,
- Yamaha SRX5,
- Yamaha SRX6.

Технически данни за 400-кубиковата версия:
- Марка: YAMAHA
- Модел: SRX 400
- Категория: Турист
- Година на производство: 1984/2007
- Куб.см.: 399
- Тегло с пълен резервоар, кг: 147
- Модел рама: 3VN
- Разход бензин, л/100 км: от 3 до 5
- Обем на резервоара, л: 12.00
- Модел на двигателя: 5Y7
- Брой цилиндри: 1, DOHC
- Въртящ момент, кг/м, об/мин: 3,4 kg/m, 6000 об/мин
- Мощност, к.с/об.мин: 33 hp @ 7000 rpm
- Максимална скорост, км/ч: 140
- Предна гума: 100/80 – 17
- Задна гума: 120/80 – 17
- Охлаждане: Въздушно
- Брой клапани на цилиндър: 4